# Joaquim Azarias de Brito
Joaquim Azarias de Brito (Três Pontas, 18 de maio de 1902 – Rio de Janeiro, 16 de outubro de 1952) foi um médico brasileiro.
Doutorado pela Faculdade de Medicina do Rio de Janeiro em 1923, com a tese “Tratamento do Bócio Exophtálmico”. Foi eleito membro da Academia Nacional de Medicina em 1947, sucedendo Roberto da Silva Freire na Cadeira 33, que tem Antônio Felício dos Santos como patrono.